# وارن جاي شيبرد
وارن جاي شيبرد (بالإنجليزية: Warren J. Shepherd)‏ هو عسكري أمريكي، ولد في 28 سبتمبر 1871 في بنسيلفانيا في الولايات المتحدة، وتوفي في 27 ديسمبر 1929.